# Brousse (Puy-de-Dôme)
Brousse ist eine französische Gemeinde mit 358 Einwohnern (Stand: 1. Januar 2022) im Département Puy-de-Dôme in der Region Auvergne-Rhône-Alpes. Sie gehört zum Arrondissement Ambert und zum Kanton Les Monts du Livradois (bis 2015: Kanton Cunlhat).

## Geographie
Brousse liegt etwa 35 Kilometer ostsüdöstlich von Clermont-Ferrand im Regionalen Naturpark Livradois-Forez. Das Gemeindegebiet wird vom Fluss Ailloux und einigen kleineren Zuflüssen durchquert. Nachbargemeinden von Brousse sind Saint-Jean-des-Ollières im Norden, Auzelles im Osten, Échandelys im Südosten, Condat-lès-Montboissier im Süden sowie Sugères im Westen.

## Bevölkerungsentwicklung
| Jahr                       | 1962 | 1968 | 1975 | 1982 | 1990 | 1999 | 2006 | 2013 |
| Einwohner                  | 519  | 440  | 379  | 323  | 278  | 324  | 358  | 349  |
| Quellen: Cassini und INSEE |      |      |      |      |      |      |      |      |

## Sehenswürdigkeiten
- Kirche Saint-Julien in Montboissier
- Mühle von Chabannes